# CLJ Records
CLJ Records – niemiecka niezależna wytwórnia płytowa założona w 2006 roku specjalizująca się w japońskich rockowych i metalowych zespołach visual kei. Wytwórnia współpracuje obecnie z 31 zespołami. CLJ jest pododdziałem Colusseum Music Entertainment a ich siedziba znajduje się w Norymberdze w Niemczech. We współpracy z japońsko/niemiecką trasą promocji firmy Rock Identity, większość grup współpracujących z CLJ Records także wykonuje koncerty na żywo w trasie po Europie.
Koncepcja wytwórni: "Naszą misją jest, aby odsłonić znaczną liczbę potencjalnych fanów na fascynację japońskim rockiem".

## Zespoły związane z wytwórnią
- Alice Nine
- Ap(r)il
- Ayabie
- Branch
- DaizyStripper
- Danger Gang
- DELUHI
- D=OUT
- Kagrra,
- Kra
- LiZ
- lynch.
- Matenrō Opera
- Moran
- NoGoD
- –OZ–
- Panic Channel
- Plastic Tree
- Pure Q&A
- Screw
- Saruin
- SuG
- Tarrot
- Terashima Tamiya
- The Gazette
- Uchiike Hidekazu
- UnsraW
- Versailles
- Vistlip
- Wizard JAPAN

## Płyty CD
| Zespół           | Tytuł                                    | Data wydania |
| ---------------- | ---------------------------------------- | ------------ |
| The GazettE      | NIL (limitowana edycja)                  | (2006/05/30) |
| The GazettE      | NIL                                      | (2006/05/30) |
| Ayabie           | Euro Best                                | (2006/06/09) |
| Ayabie           | Virgin Snow Color                        | (2006/12/01) |
| Wizard JAPAN     | Aquarius                                 | (2007/02/02) |
| UnsraW           | Spiral Circle ~Complete~ [CD+DVD]        | (2007/04/20) |
| Plastic Tree     | What is "Plastic Tree"?                  | (2007/07/13) |
| The GazettE      | STACKED RUBBISH (limitowana edycja)      | (2007/08/24) |
| The GazettE      | STACKED RUBBISH                          | (2007/08/24) |
| Versailles       | Lyrical Sympathy                         | (2007/10/31) |
| UnsraW           | Abel/Kein                                | (2007/11/09) |
| Kra              | Creatures                                | (2007/11/30) |
| Lynch.           | THE BURIED                               | (2007/12/07) |
| Alice Nine       | Alpha (limitowana edycja)                | (2007/12/14) |
| Alice Nine       | Alpha                                    | (2007/12/14) |
| Kagrra,          | Core (limitowana edycja)                 | (2008/02/22) |
| Kagrra,          | Core                                     | (2008/02/22) |
| Ayabie           | Rikkaboshi                               | (2008/02/15) |
| Kra              | ESCAPE                                   | (2008/04/04) |
| Matenrou Opera   | GILIA                                    | (2008/05/23) |
| Versailles       | NOBLE                                    | (2008/07/16) |
| D=OUT            | ZIPANG                                   | (2008/10/02) |
| Alice Nine       | VANDALIZE (limitowana edycja)            | (2009/01/14) |
| Alice Nine       | VANDALIZE                                | (2009/01/14) |
| Kagrra,          | Shu (limitowana edycja)                  | (2009/04/15) |
| Kagrra,          | Shu                                      | (2009/04/15) |
| 9GOATS BLACK OUT | Black rain                               | (2009/06/08) |
| Moran            | Replay                                   | (2009/07/03) |
| Matenrou Opera   | ANOMIE                                   | (2009/07/15) |
| The GazettE      | DIM (limitowana edycja)                  | (2009/07/15) |
| The GazettE      | DIM                                      | (2009/07/15) |
| Panic Channel    | THE LAST                                 | (2009/07/31) |
| SCREW            | X-RAYS                                   | (2009/09/16) |
| -OZ-             | VERSUS                                   | (2009/09/23) |
| Versailles       | JUBILEE                                  | (2010/01/20) |
| SuG              | TOKYO MUZiCAL HOTEL                      | (2010/03/09) |
| Alice Nine       | Alice Nine Complete Collection 2006-2009 | (2010/03/24) |
| -OZ-             | Rouge                                    | (2010/11/10) |
| SuG              | Thrill Ride Pirates                      | (2011/03/09) |

## Płyty DVD
| Zespół      | Tytuł                                  | Data Wydania |
| ----------- | -------------------------------------- | ------------ |
| The GazettE | Nameless Liberty. Six Guns… [LIVE DVD] | (2006/11/14) |
| Ayabie      | Virgin Snow Color [LIVE DVD]           | (2007/03/06) |
| Ayabie      | ecumenical image [LIVE DVD 2 Disc]     | (2007/06/29) |
| The GazettE | DECOMPOSTION BEAUTY… [LIVE DVD]        | (2007/07/27) |
| Unsraw      | Screaming Birthday [Live DVD]          | (2007/08/02) |
| The GazettE | REPEATED COUNTLESS ERROR [LIVE DVD]    | (2008/08/08) |
| Alice Nine  | UNTITLED VANDAL(ism) [LIVE DVD]        | (2009/11/24) |
| The GazettE | DIM SCENE [LIVE DVD]                   | (2009/12/16) |